# Ідилія (Пимоненко)
«Ідилія» — картина українського художника Миколи Пимоненка, створена в 1908 році. Зберігається в Національному художньому музеї України.

## Опис
Картина створена на початку літа 1908 року в селі Малютянка на Київщині, де перебував художник з дружиною і трьома дітьми.
На картині зображена сентиментальна сцена залицяння парубка до дівчини. Дія відбувається опівдні. Незрячий хлопець (можливо, пастух) злегка спираючись на палицю, розмовляє з гарною дівчиною в традиційному мальовничому вбранні. Вона зашарілася і, опустивши погляд, перебирає пальцями квітку ромена. Очевидно, молоді люди зустрілися випадково. Картина залита сонячним світлом, довкола буяє зелень початку літа. Праворуч від пари — грайливий індик і манірна гусочка.